# Кардинальский перстень
Кардинальский перстень — символ кардинальского достоинства, который является с IX века одной из инсигний кардинала и предназначен, чтобы символизировать верность Церкви.

## Образ и назначение
Кардинальский перстень представляет собой особую разновидность епископского перстня, с которым во многом схож, но украшается сапфиром, рубином или изумрудом и имеющий на внутренней стороне гравировку в виде герба вручившего его Папы римского.
Перстень выполнен из золота и показывает снаружи сцену распятия Иисуса Христа, а на внутренней стороне изображен герб папы римского, который сделал назначение кардинала. Перстень становится кардинальским, когда прелат назначается папой кардиналом. Он носится кардиналом вместо епископского перстня на правой руке.
На консистории 18 февраля 2012 года была представлена новая модификация кардинальского перстня — снаружи изображения апостолов Петра и Павла и звезды, символизирующей Пресвятую Богородицу.
Он вручается возведённому в достоинство кардинала на особой церемонии во время консистории в ознаменование соединения с кафедрой Святого Петра, со словами: «Прими этот перстень из рук Петра и знай, что вместе с любовью Князя апостолов укрепляется твоя любовь к Церкви».

## Особенности
В Страстную Пятницу, в соответствии с правилами Римско-католической Церкви перстень не носится. Кардиналу избранному папой, вручается на папской интронизации или папской коронации кольцо рыбака вместо кардинальского перстня. Папа Бенедикт XVI после своего избрания отдал свой кардинальский перстень, в 2006 году, во время своего визита в Германию, Чёрной Мадонне, чудотворному образу Альтёттинга.